# دودة بطيئة
بَدْغَة أو الدودة البطيئة أو الأفعى الأصم أو الأفعى العمياء (الاسم العلمي: Anguis fragilis) (بالإنجليزية: slowworm) هي دودة موطنها أوراسيا. وتسمى هذه السحالي عديمة الأرجل أيضاً أحيانًا بالديدان البطيئة الشائعة. يشير لفظ «العمياء» في اسمها إلى عيون السحلية الصغيرة، على الرغم من أن عيون الدودة البطيئة تعمل.
الديدان البطيئة هي ديدان حفارة أو semifossorial تختبئ أغلب الوقت تحت الأشياء. جلد الديدان البطيئة أملس بحيث لا تتداخل مع بعضها البعض. مثل العديد من السحالي الأخرى فإن تلك الديدان يمكنها الانشطار ذاتيا، مما يعني أن لديها القدرة على التخلص من ذيولها للهروب من الحيوانات المفترسة. بينما ينمو الذيل لاحقا إلا أنه لا يصل إلى طوله الأصلي. من الشائع وجودها في الحدائق في المملكة المتحدة، وجذب هذه الديدان للتجمع عن طريق وضع بلاستيك أسود أو قطعة من الصفيح على الأرض، حيث تتجمع تحتها، لأنها تُجمع الحرارة. في الأيام الدافئة يمكن العثور على واحدة أو أكثر من الديدان البطيئة أسفل مجمعات الحرارة هذه. تُعد القطط المنزلية واحدة من أكبر أسباب وفيات الديدان البطيئة في مناطق الضواحي، حيث لا تملك الديدان وسيلة للدفاع عن نفسها مع القطط.

## الصفات البدنية

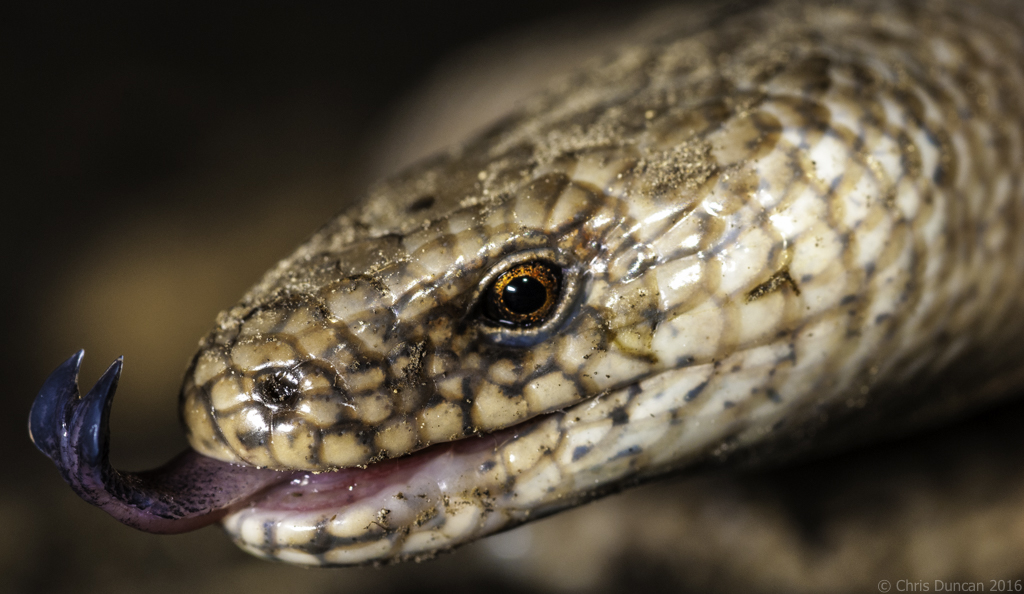
صورة مقربة لرأس دودة بطيئة

تنشط هذه الزواحف في الغالب أثناء الشفق وتتشمس أحيانًا في الشمس، ولكنها غالبًا ما يتم العثور عليها مختبئة تحت الصخور وسجلات الأشجار. وهذه الديدان من آكلات اللحوم، لأنها تتغذى على الرخويات والديدان، وغالبا ما يمكن العثور عليها في العشب الطويل والبيئات الرطبة الأخرى.
الإناث تلد ولادة بيضوية، أي أنها تحتضن البيض داخلها حتى يفقس. في الأيام التي تسبق الولادة يمكن غالبًا مشاهدة الأنثى وهي تتشمس على طريق دافئ.
على الرغم من أن هذه السحالي غالبًا ما يتم الخلط بينها وبينالأفاعي، إلا أن هناك عددًا من المميزات التي تميزها. أكثر تلك المميزات أهمية هو أن لديها عيون صغيرة ذات جفون. وقد يكون لديها أيضًا آذان مرئية على عكس الثعابين. قد تتخلص الديدان البطيئة أيضًا من ذيولها (الاستئصال الذاتي) كوسيلة للدفاع، عن طريق كسر إحدى فقرات الذيل إلى النصف.

### الحجم وطول العمر
تنمو الديدان البطيئة البالغة حتى يصير طولها حوالي 50 سم، وتُعروف بطول عمرها؛ قد تكون الدودة البطيئة هي أطول السحالي عمرًا، حيث تعيش حوالي 30 عامًا في البرية وحتى 54 عامًا على الأقل في الأسر (هذا الرقم سُجل لدودة بطيئة من الذكور عاشت في حديقة حيوان كوبنهاغن من عام 1892 حتى عام 1946، وكان عمرها وقت الحصول عليها غير معروف). غالبًا ما يكون للإناث شريط على طول جانبي العمود الفقري والجوانب الداكنة، بينما قد يكون لدى الذكور بقع زرقاء على الظهر. الأحداث من الجنسين لونها ذهبي، ولون البطن بني داكن، والجانبين بهما شريط داكن على طول العمود الفقري.

## الوضع المحمي في المملكة المتحدة
في المملكة المتحدة، مُنحت الدودة البطيئة مكانة محمية، إلى جانب جميع أنواع الزواحف البريطانية الأصلية الأخرى. لقد كانت الدودة البطيئة تتناقص في أعدادها، وبموجب قانون الحياة البرية والريف لعام 1981، فإن القتل أو الإيذاء أو البيع أو الإعلان عن قصد لبيعها أمر غير قانوني.

## أيرلندا
الدودة البطيئة ليست أصلية في أيرلندا، لكن يُعتقد أنها أدخلت بشكل غير قانوني في السبعينيات. تم مشاهدتها فقط في أجزاء من مقاطعة كلير، خاصة في منطقة بورين.

## التصنيف
- أنغيس هش لينيوس ،Anguis fragilis Linnaeus 1758
  - أ. و. هش لينيوس ،A. f. fragilis Linnaeus 1758
  - أ. و. كولشيكوس نوردمان،A. f. colchicus 1840

الأنواع الفرعية ( أ. و.) تم العثور عليها في جميع أنحاء أوروبا، في حين أن A. f. colchicus تم العثور عليها في جنوب شرق أوروبا والقوقاز وإيران.

## معرض الصور

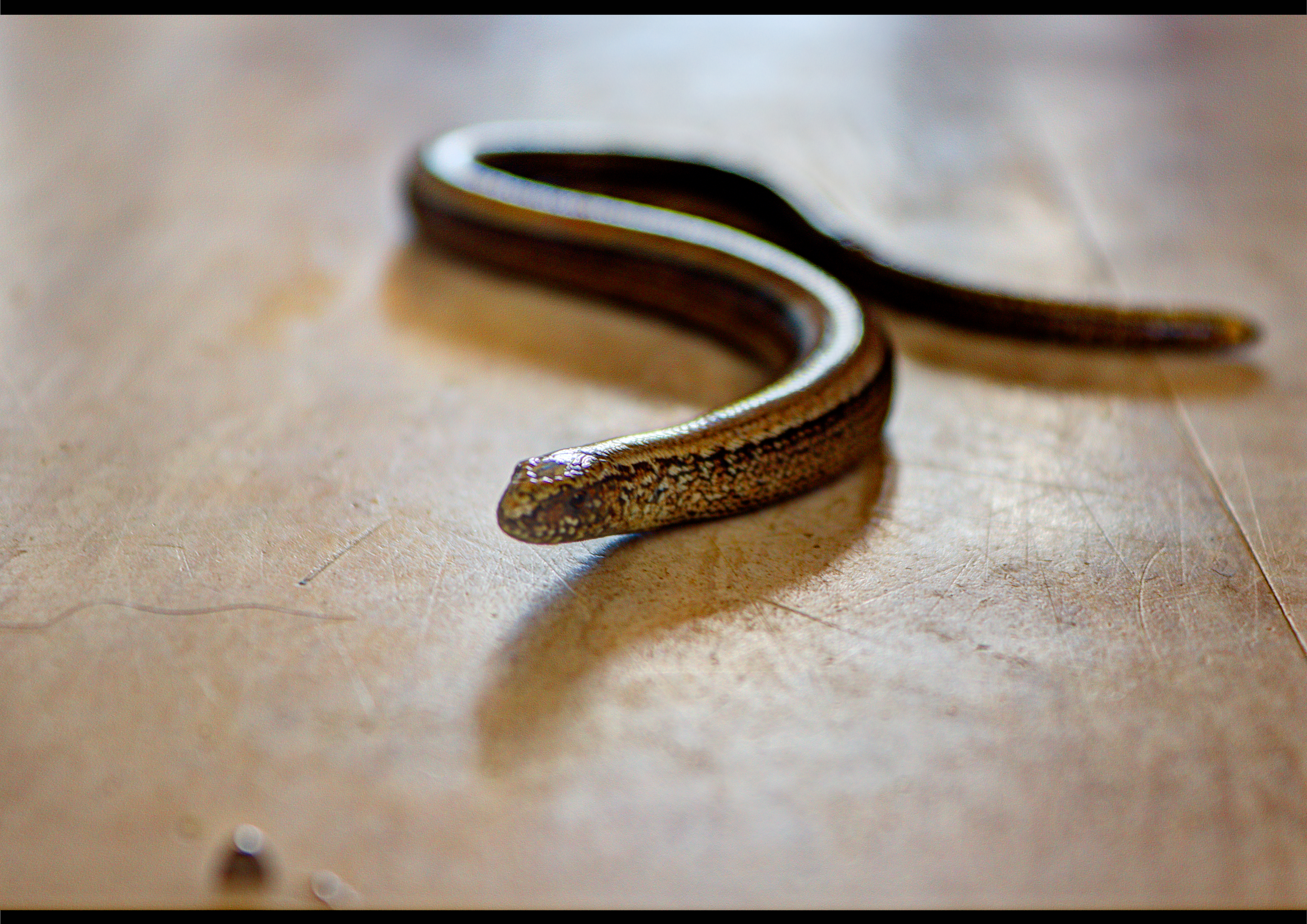
دودة بطيئة عن قرب
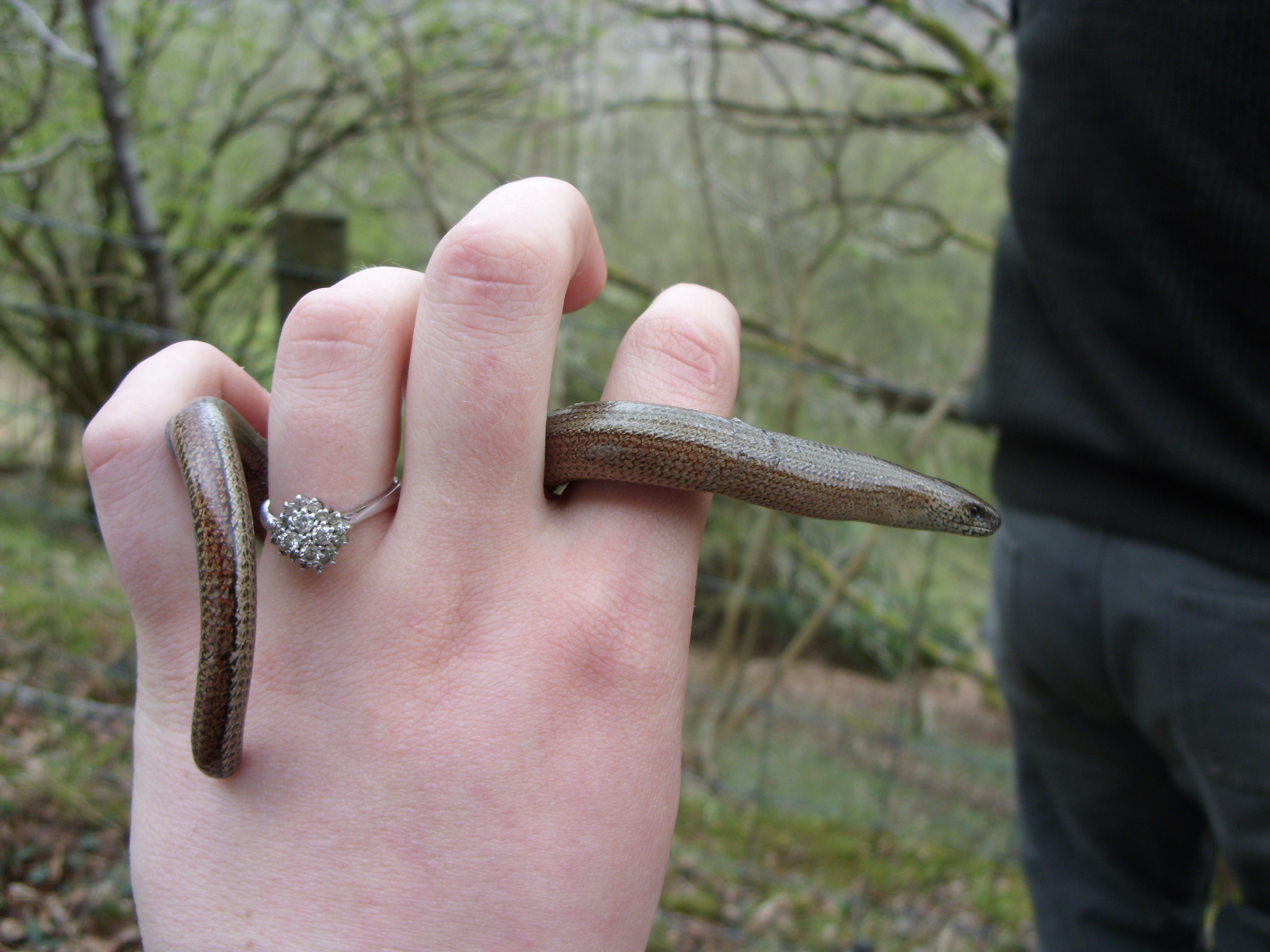
دودة بطيئة في اليد
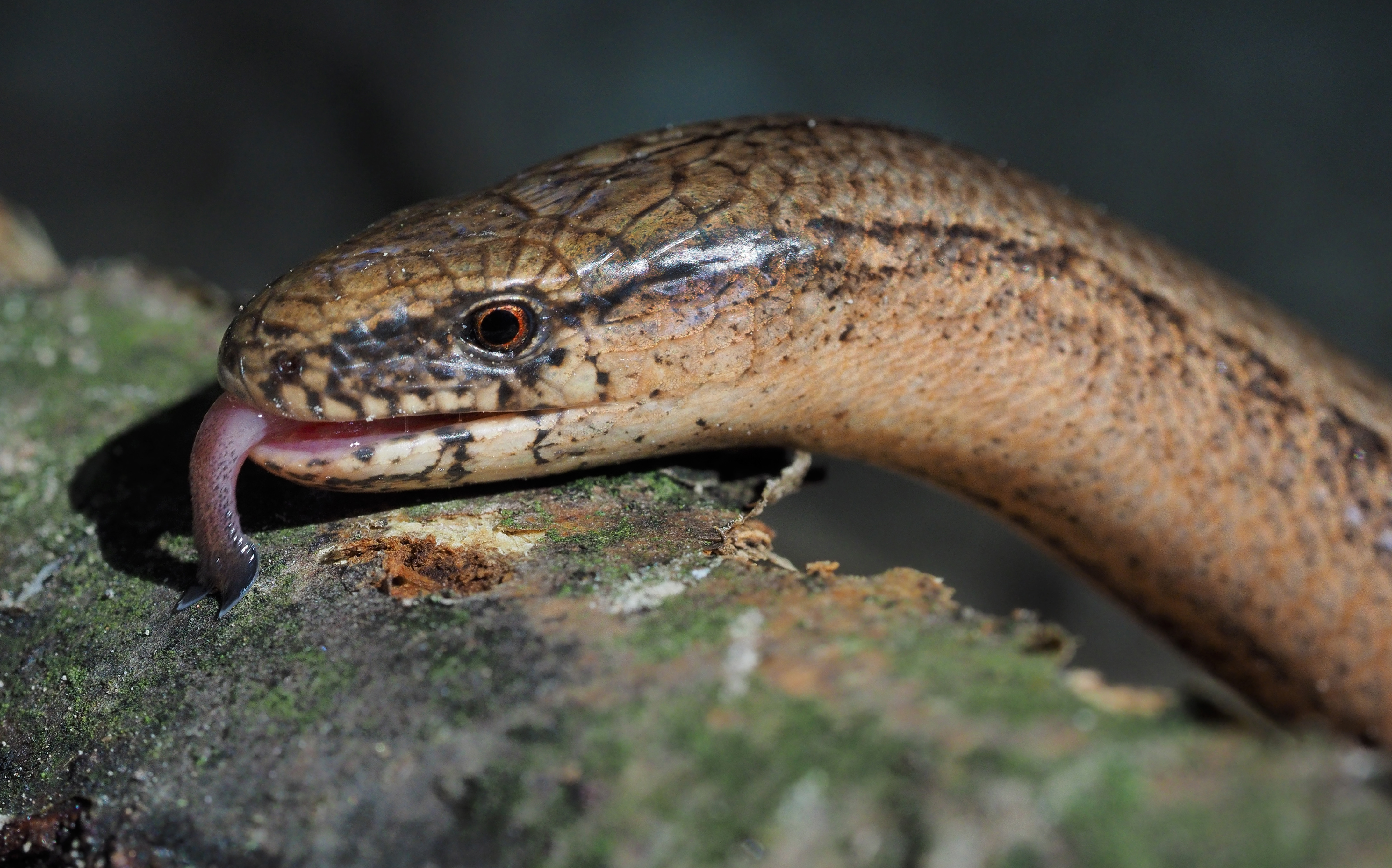
رأس الدودة البطيئة
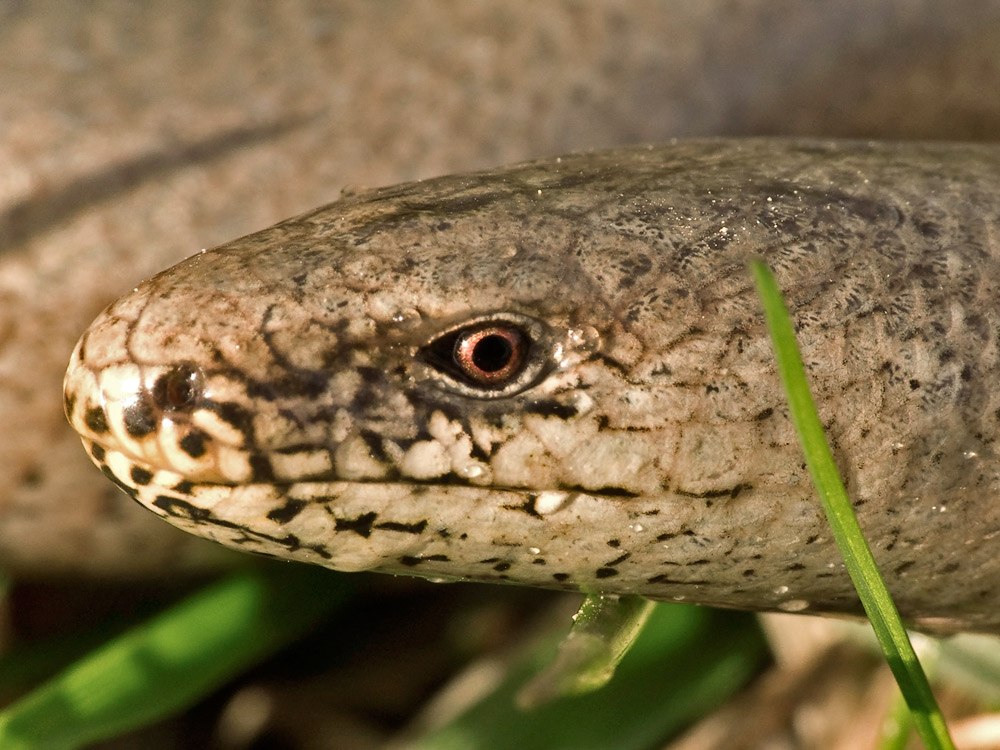
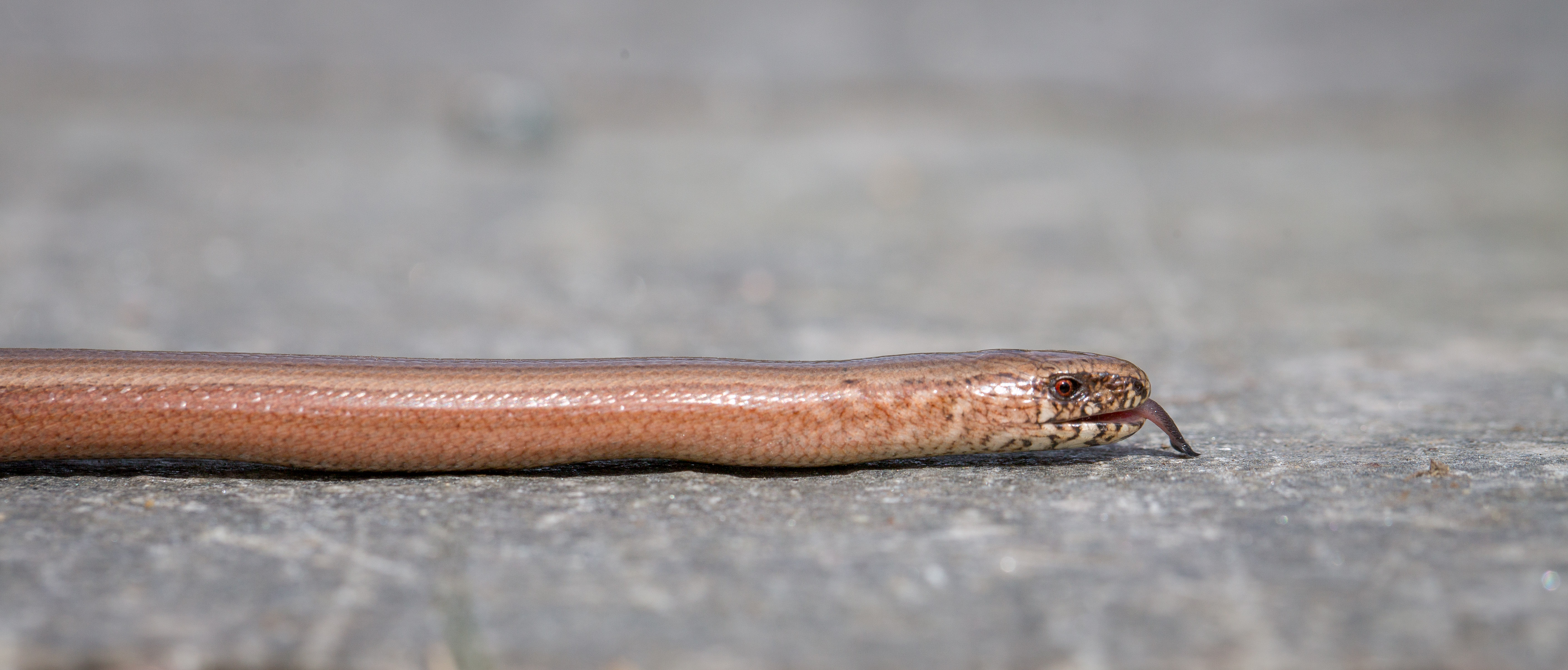